# 岩本栄之助
岩本 栄之助（いわもと えいのすけ、明治10年（1877年）4月2日 - 大正5年（1916年）10月27日）は、大阪の株式仲買人。大阪市中央公会堂の寄付者として知られる。

## 経歴
大阪の両替商「岩本商店」を営む岩本 栄蔵の次男として、大阪市南区安堂寺橋通2丁目（現在の大阪市中央区南船場2丁目付近）に生まれる。市立大阪商業学校、大阪清語学校及び明星外国語学校で、商業学及び外国語（英語、フランス語、清語）を修める。1904年日露戦争に出征して陸軍中尉となり、凱旋後、従七位に叙し勲六等単光旭日章を授けられる。
明治39年（1906年）3月、栄之助は早死にした兄に代わり、父・栄蔵の家督を相続し、株式仲買人となる。
明治40年（1907年）の株式市場の大暴落時には、野村徳七ら大阪株式取引所（現・大阪証券取引所）の仲買人らの訴えを聞いて、栄之助が全財産を投じて株式市場を買い支え、北浜の仲買人らを危機から救う。その確固たる信念と、信念を曲げない勇猛心で「義侠の相場師」と呼ばれ、株式の世界で広く知られることになる。
栄之助の口癖は「学問せなあかん」であり、取引所で働く少年たちに、学校に行くように勧めるとともに、私財を投じて少年たちのための塾を作った。こうした岩本栄之助の行動は、ますます人々の人気を集めることになり、世間から「北浜の風雲児」と称えられるようになる。
明治42年（1909年）栄之助は、財界が結成した渡米実業団（団長は渋沢栄一）に加わり、当時、世界経済に台頭しつつあったアメリカ合衆国を視察する。その際に、「米国ニ於テ富豪ガ公共事業ニ財産ヲ投ジテ公衆ノ便宜ヲ謀リ又は慈善事業ニ能ク遺産ヲ分譲セル実況ヲ目撃シテ大ニ感激シ這般寄附ノ決心ヲシテ」（『寄付事件記録』明治42年10月20日の記録）との思いを抱く。また、その視察中に父・栄蔵が病死したとの知らせを聞く。
明治44年（1911年）3月8日、当時33歳の栄之助は父親の供養も兼ねて、自身の私財から金百万円を大阪市に寄付するとの発表を行う。この突然の発表に多くの市民たちは仰天するとともに賞賛の声が相次ぎ、そのニュースは全国に知れ渡ることになる。当初、寄付内容は具体的にどんなものか何も決まっていなかったが、渋沢栄一ら多くの人が意見を出し合い、「桜並木」「育成資金」「公会堂」の三つの候補案にしぼられ、最終的に市民の誰もが利用できる「中央公会堂」を建設する案に決定する。同年4月12日、栄之助は高崎親章大阪府知事、植村俊平大阪市長などと建設方法について話し合いを行い、いったん財団法人を組織して全てを委託し、竣工後市に寄附することとする。同年5月11日に財団法人組織許可申請を内務大臣あてに提出し、8月4日に許可、10月2日に寄付金が財団法人公会堂建設事務所に引き継がれる。財団法人の建築顧問として建築界の大御所辰野金吾を迎える。公会堂の定礎式は大正4年（1915年）10月8日に行われ、その時、その定礎式に参加して「定礎」の文字を書いたのは、渋沢栄一である。
明治45年（1912年）から大正3年（1914年）まで「大阪株式取引所仲買人組合」の委員長を務め、「大阪電灯株式会社」の常務取締役も務める。（その後、大阪電灯株式会社は大正12年（1923年）に大阪市が買収する。現在の関西電力の前身の一つである）
一度は株式仲買の世界から引退するが、大正5年（1916年）に復帰する。この頃、第一次世界大戦の異常景気で、大衆の大量の資金が株式市場に殺到して株式相場が上昇するが、「大衆買いの場合は逆をとれ」との相場格言により、栄之助は売りに回る。しかし、株式相場は下がらずそのまま上昇し、岩本栄之助は大きな苦境に陥ってしまう。

その後、相場の読みに外れ、株式相場で大損失を被った栄之助は、大正5年（1916年）10月22日、岩本商店の北井亀次郎を除く全ての使用人と家族を京都の宇治へ松茸狩りに出した後、自宅の離れ屋敷に入り、陸軍将校時代に入手した短銃で自分の咽喉部を斜めに打ち抜き自殺を図る。取引先から戻って栄之助に駆け寄った亀次郎によると、その時、栄之助はまだ話ができる状態で、様々な薫陶を残し、左手には愛用の菩提樹の数珠を握られていたという。その5日後の同年10月27日、死去。享年39歳。辞世の句は「この秋をまたでちりゆく紅葉哉」。

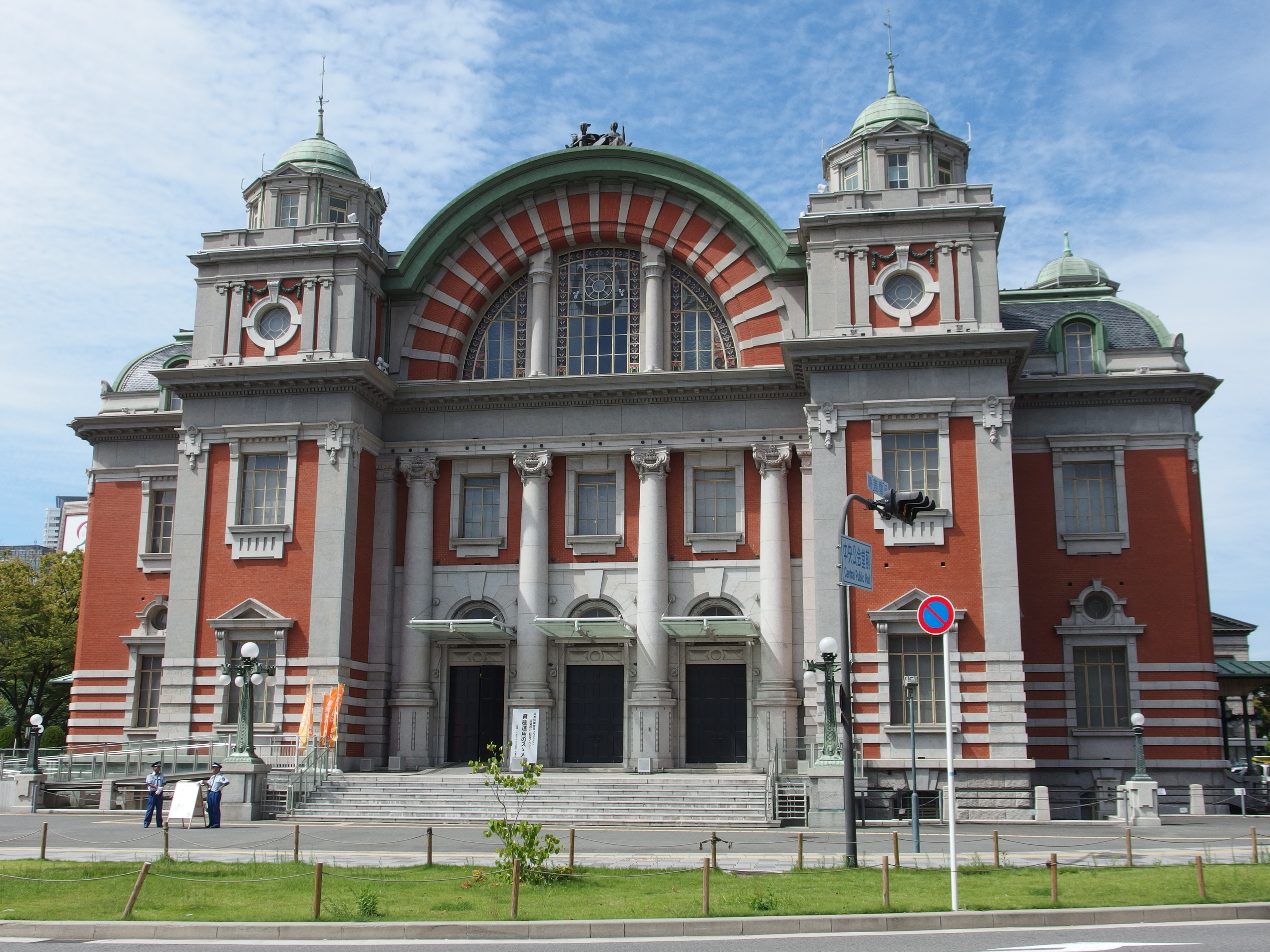
大阪市中央公会堂

その後、岩本商店の取締役だった亀次郎は、幼かった栄之助の娘を支え、「大阪市中央公会堂」の工事と、経営難となった岩本商店の整理は続けられ、大正7年（1918年）10月末に公会堂は竣工、同年11月17日に落成奉告祭が行われた。
現在、大阪市中央公会堂地下1階には、「岩本記念室」が設置され、栄之助の銅像と遺品が展示されている。
また、阪急宝塚線池田駅前に所有していた別邸は、太平洋戦争後に伏尾温泉の旅館が買い取り、移築したものが現存する。
2003年以降、栄之助を主人公にしたミュージカル『愛の降る街』が上演されている。